# 盧克亞尼夫斯凱
47°36′41″N 35°26′48″E / 47.61139°N 35.44667°E
盧克亞尼夫斯凱（烏克蘭語：Лук'янівське）是位於烏克蘭東南部的村莊，由扎波羅熱州瓦西里夫卡區斯泰普諾希爾斯克市鎮負責管轄。該村始建於1921年，面積19.5平方公里，海拔高度89米，2025年人口3，人口密度每平方公里7.3人。